# Robert Ugrina
Robert Ugrina (Zagabria, 1974) è un attore e doppiatore croato, oltre alla carriera di attore televisivo, cinematografico e teatrale ha doppiato numerosi personaggi dell'animazione tra cui Mr.Krabs in SpongeBob.

## Biografia
E' diplomato presso l'Accademia di arte drammatica dell'Università di Zagabria. 

## Filmografia

### Cinema
- Sunčana strana subote (1999)
- Četverored - regia di Jakov Sedlar (1999)
- Nebo, sateliti - regia di Lukas Nola (2000)
- Holding - regia di Tomislav Radić (2001)
- Nije kraj - regia di Vinko Brešan (2008)
- Metastaze - regia di Bruno Schmidt (2009)
- Fleke - regia di Aldo Tardozzi (2011)
- Josef - regia di Tomislav Radić (2011)
- Ljudožder vegetarijanac - regia di Branko Schmidt (2012)
- Košnice - regia di Boaz Debby, Michael Lennox, Simon Dolensky, Tomáš Kratochvíl, Igor Seregi (2012)

### Televisione
- Zabranjena ljubav - serie TV (2005)
- Balkan Inc. - serie TV (2006)
- Bibin svijet - serie TV (2007)
- Bitange i princeze - serie TV (2007-2008)
- Zakon! - serie TV (2009)
- Najbolje godine - serie TV (2011)
- Kud puklo da puklo - serie TV (2014-2015)
- Dar mar - serie TV (2020)

## Doppiaggio
- Mr. Krab in SpongeBob - Il film (2004)
- Samson in Uno zoo in fuga (2006)
- Cholly in L'era glaciale 2 - Il disgelo (2006)
- Narratore in Happy Feet (2006)
- Franjo in Inspektor Martin i banda puževa (2012)
- Mox in Mune - Il guardiano della luna (2015)
- Judge Peckinpah in Angry Birds - Il film (2016)